# 吉子现镇
吉子现镇，是中华人民共和国陕西省延安市富县一个已撤销的乡级行政区，2015年，陕西省民政厅批复同意撤销吉子现镇，将其所辖行政区域划归羊泉镇。